# Julius Ernst Rautenstein
Julius Ernst Rautenstein (* vor 1600 in Lauenburg; † 1659 oder 1660 in Stettin) war ein deutscher Organist und Komponist.

## Leben
Rautenstein entstammte einer illegitimen Seitenlinie der Herzöge von Sachsen-Lauenburg. Außereheliche Nachkommen dieses als sehr liederlich geltenden Fürstenhauses trugen häufig die Namen „Rautenkrantz“ oder „Rautenstein“ (der Rautenkranz war Teil des Wappens der Herzöge). Julius Ernst war der jüngere Sohn von Moritz von Sachsen-Lauenburg mit dessen langjähriger Geliebter Gisela von Sachsen verh. Tschammer, die ihrerseits auch schon einer illegitimen Seitenlinie des Fürstenhauses entstammte.
Rautenstein wirkte vor 1617 als Organist in Kroppenstedt, von 1617 bis 1626 an St. Martini in Halberstadt und von 1626 bis 1636 an den Kirchen St. Benedikti und St. Servatii in Quedlinburg. 1637 empfahl ihn sein Bruder Moritz als Marienorganist an der Liebfrauenkirche nach Bremen. Er ist bis 1641 als Organist der Ratskirche nachweisbar. Um 1645 wurde er Organist an der Marienkirche (Stettin). 1648 nannte er sich „Hoff-Organist“.
Rautenstein wird zur Stettiner Kantatenschule gezählt. Seine im Druck erschienenen Werke sind durchwegs Gelegenheitsmusiken, also Werke, die für einen bestimmten Anlass wie einer Hochzeit oder einem Begräbnis in Auftrag gegeben wurden, meist Kantaten oder Arien.

## Werke
- Epithalamion, à 5, »Veni in hortum meum« (26. Oktober 1617)
- Hochzeitlicher Gesang, à 8, »Wie ein Jüngling« (1617) RISM ID: 451511240
- Canticum in honorem nuptiarum, à 5, »Tota pulchra es« (23. November 1618)
- Canticum in sacrum nuptiale, à 8, »Tota pulchra es« (1619)
- Christlicher und Fürstlicher Tauff-Seuftzer »Ich hebe meine Augen auf zu den Bergen« (1633) RISM ID: 240000082[7]
- »Ich sucht des Nachts«; »Herr, wie lang«; »Zion spricht« (stets à 2). In N. Duncker, Fasciculus secundus, Goslar 1637. RISM ID: 993121706, RISM ID: 220034521
- »Ich sucht des Nachts«, à 2, in LB Dresden (umfangreicher als das gleichtextierte Konzert v. 1637 und z. T. stark abweichend)
- Freuden Gesangk (Dialog »nach italienischer Concertenart«), à 3 (Hochzeit von Herzog Jakob Kettler von Kurland und Luise Charlotte von Brandenburg, 9. Oktober 1645). RISM ID: 990053757
- Sterbens Seufftzer (»Motet«), à 6 (4. Januar 1647) RISM ID: 1000000292
- Musikalischer Neujahrswunsch: Christlicher Seelen Verlangen (»Concertz weise«), à 10/11 (1. Januar 1648).
- Hochzeit Motet, à 12 (5. Februar 1649) RISM ID: 1000000293
- Erlangter Seelen-Wunsch (»in contrapuncto simplici …«), à 4, »Meiner Seelen letztes sehnen« (5. August 1650) RISM ID: 990053758
- Letzte Seuffzer (»Gesänglein«), à 4 (19. März 1652)
- Begierlicher Seelen-Wunsch (»Motet«), à 8, »Herr, wenn ich nur dich hab allein« (10. März 1653) RISM ID: 990053759
- Leichen-Arien (1653, zit. v. Johann Gottfried Walther[8]).
- Threnen und Traur-Lied (»Madrigal«), à 5, »Die mit Tränen säen« (6. März 1654) RISM ID: 990053760
- 117. Psalm à 6 RISM ID: 990053761
- Ratsmusik: Acclamation (»auff Madrigalen art«), »O höchster Gott«.